# Arthur B. McDonald
Arthur Bruce McDonald (Sydney, Új-Skócia, 1943. augusztus 29. –) Nobel-díjas kanadai asztrofizikus

## Tanulmányai, munkahelyei
A kanadai Sydney-ben született 1943-ban. 1965-ben szerezte fizikusi diplomáját az új-skóciai Dalhousie Egyetemen. A PhD fokozatot 1969-ben érte el a Kaliforniai Műszaki Egyetemen.
1969-től 1981-ig a kanadai Chalk River Nuclear Laboratories munkatársaként dolgozott. 1982 és 1989 között a Princetoni Egyetem fizikaprofesszora volt, 1989-től a kingstoni Queen's Egyetem professzora.

## Nobel-díj
2015-ben Kadzsita Takaaki japán kutatóval megosztva fizikai Nobel-díjat kapott „A neutrínóoszcilláció felfedezéséért, ami megmutatta, hogy a neutrínónak van tömege”.
A felfedezés azért számít jelentősnek, mert az elektromágneses, a gyenge és az erős kölcsönhatást, valamint az alapvető elemi részecskéket leíró kvantumtérelméletet magában foglaló részecskefizikai standard modell szerint a neutrínóknak nincs tömegük. A neutrínóoszcilláció felfedezése bizonyította, hogy a standard modell nem teljesen írja le a világegyetem működését.